# Front d'Alliberament Africà del Sudan
Front d'Alliberament Africà del Sudan fou el nom adoptat el març de 1965 per la Unió Nacional Africana del Sudan, sector exterior. Va subsistir només fins al desembre de 1965.
La Unió Nacional Africana del Sudan va tenir un Congrés el 14 d'octubre de 1964 a Kampala i el president Joseph Oduho va perdre la presidència del grup per un sol vot, enfront d'Aggrey Jaden, causant uns incidents al lloc de la reunió que el van portar a la presó breument. El febrer de 1965 William Deng Nhial va decidir retornar al Sudan (on s'havia restablert la democràcia) i competir en les eleccions; el sector que va retornar al Sudan i el sector de l'exili es van enfrontar i la Unió Nacional Africana del Sudan es va dividir en dos sectors, exterior (a l'exili) i interior (al Sudan). Per la seva banda Joseph Oduho va formar la seva pròpia organització, el Front d'Alliberament d'Azània. Poc després Jaden va rebatejar a la seva organització, el sector exterior, com Front d'Alliberament Africà del Sudan. L'agost de 1965 el Front d'Alliberament Africà del Sudan i el Front d'Alliberament d'Azània van concertar una aliança estratègica que va portar a la unió dels dos grups el desembre sota el nom de Front d'Alliberament d'Azània i la presidència d'Oduho. El Front va organitzar durant el 1966 el seu pas a l'interior del Sudan per crear un govern provisional del Sudan del Sud, govern que fou establert a la convenció de 15 a 18 d'agost de 1967, i que va presidir Aggrey Jaden. L'abandonament de la presidència per Jaden a finals del 1968, va portar a la presidència del govern a Camilio Dhol que va convocar la convenció de Bul-Bingi (a la frontera del Sudan amb Zaire) el 29 de març de 1969, que va decidir establir l'estat del Nil (o república del Nil) i canviar de nom el govern a govern provisional del Nil. Fou elegit president Gordon Mourtat Mayen.
Vegeu: estat del Nil.